# Jean de Brouchoven
Pour les articles homonymes, voir Brouchoven.
Jean de Brouchoven, comte de Bergeyck (né le 9 octobre 1644 à Anvers et mort le 21 mai 1725 à Malines) est un homme d'État brabançon, ministre des Pays-Bas espagnols. Il est le fils de Jean-Baptiste de Brouchoven, comte de Bergeyck, et de Hélène Fourment, seconde épouse de Pierre Paul Rubens.

## Fonctions ministérielles
- Conseiller et commis des domaines et finances[note 1].
- Trésorier général[note 2].
- Ambassadeur extraordinaire et plénipotentiaire en 1712 pour le traité d'Utrecht.
- Vice-gouverneur des Pays-Bas espagnols de 1692 à 1706.
- Ministre de la Guerre
- Membre du Conseil royal des Pays-Bas espagnols
- Premier ministre à Madrid

## Biographie
Ministre des Finances, il tenta de développer l’économie par le mercantilisme. Il tenta de créer également une "Compagnie des Indes orientales" mais se heurta aux Anglo-Hollandais, ainsi qu'à la banque centrale des Pays-Bas.
Mariage avec Livine Marie de Beer.

## Hommage
Dans le centre-ville de Bruxelles, rue Jean de Brouchoven de Bergeyck.